# Franco Righetti
Franco Righetti (Roma, 21 dicembre 1951) è un politico italiano.

## Biografia
Alle elezioni politiche del 1994 è candidato al Senato per il Polo del Buon Governo nel collegio di Roma - Gianicolense, ma viene sconfitto dall'esponente dei Progressisti Carla Rocchi; nel 1995 approda tuttavia a Palazzo Madama subentrando a Giuseppe Nisticò, frattanto eletto Presidente della Giunta regionale calabrese, e aderisce al gruppo parlamentare del Centro Cristiano Democratico.
Alle elezioni politiche del 2001 si candida al Senato con L'Ulivo nel collegio di Roma-Trieste, in quota UDEUR; seppur sconfitto da Domenico Fisichella della CdL, viene eletto in virtù del recupero proporzionale. Dal 2004 è anche consigliere comunale ad Amatrice. 
Alle elezioni politiche del 2006 è candidato alla Camera dei deputati per l'UDEUR nella circoscrizione Lazio 1, non venendo eletto.
Dal 2009 al 2013 è assessore comunale ad Amatrice.